# Жаринов, Алексей Емельянович
Алексей Емельянович Жаринов (1820—1882) — генерал-лейтенант, начальник артиллерии Туркестанского военного округа.

## Биография
Алексей Жаринов родился 19 марта 1820 года, происходил из дворян Архангельской губернии. Воспитывался во 2-м кадетском корпусе, из которого выпущен 3 декабря 1839 г. прапорщиком в 1-ю гренадерскую артиллерийскую бригаду. В 1841 г. переведен в 3-ю гренадерскую артиллерийскую бригаду, и с 1843 г. последовательно занимал должности бригадного адъютанта и старшего адъютанта гренадерской артиллерийской дивизии. Во время Венгерского мятежа (1849 г.) находился в походе наших войск к западным пределам Российской империи.
В Восточную войну 1853—1856 гг. командовал сначала запасной 3-й батареей 1-й артиллерийской дивизии (1854—1855 гг.), а потом лёгкой 4-й батареей 2-й гренадерской артиллерийской бригады (1855—1857 гг.).
После войны занимал должности: командира батарейной 4-й батареи 2-й полевой артиллерийской бригады (1857), и командира облегчённой (впоследствии нарезной) 3-й батареи 3-й гренадерской артиллерийской бригады (1858—1865).
В 1865 году был переведен в окружное артиллерийское управление Московского военного округа правителем дел; в 1866 г. произведен в полковники; в 1867 году — назначен заведующим артиллерией Туркестанского военного округа; в 1868 г. находился в походе против бухарцев, под начальством генерал-адъютанта фон-Кауфмана, участвовал в делах при штурме Чапан-атинских высот и последующем занятии Самарканда.
За боевые отличия награждён орденом Святой Анны 2-й степени с Императорской короной и мечами и чином генерал-майора.
В 1873—1875 гг. Жаринов принял участие в Хивинской и Кокандской экспедициях, причем новые отличия доставили ему новые награды: за Хивинскую экспедицию он получил орден св. Станислава 1-й степени с мечами, а за кокандскую — произведён в генерал-лейтенанты. Будучи утверждён при этом в должности начальника артиллерии Туркестанского военного округа, занимал её до момента смерти 24 сентября 1882 года. На этой должности его сменил Михайловский, Яков Лаврентьевич.